# Matviivka, Holovanivsk
Matviivka (în ucraineană Матвіївка) este un sat în comuna Moldovka din raionul Holovanivsk, regiunea Kirovohrad, Ucraina.

## Demografie
Componența lingvistică a localității Matviivka
     Ucraineană (100%)
Conform recensământului din 2001, toată populația localității Matviivka era vorbitoare de ucraineană (100%).